# Juan Zapata Zumaque
Juan Manuel Zapata Zumaque (Chigorodó, Antioquia; 19 de mayo de 2000) es un futbolista colombiano. Juega de centrocampista y su equipo actual es el Atlético Nacional de la Primera A de Colombia. 

## Trayectoria
Zapata entró a las inferiores del Envigado a los 11 años y debutó en el primer equipo en 2019.
En julio de 2023, Zapata fue cedido al Atlas de la Primera División de México.
El 6 de junio de 2024 se confirma su llegada al Atlético Nacional a préstamo desde Envigado.

## Estadísticas
Actualizado al último partido disputado el 4 de septiembre de 2023.
| Club                | Div.          | Temporada     | Liga  | Liga  | Copas nacionales | Copas nacionales | Copas internacionales | Copas internacionales | Total | Total |
| Club                | Div.          | Temporada     | Part. | Goles | Part.            | Goles            | Part.                 | Goles                 | Part. | Goles |
| ------------------- | ------------- | ------------- | ----- | ----- | ---------------- | ---------------- | --------------------- | --------------------- | ----- | ----- |
| Envigado · Colombia | 1.ª           | 2019          | 0     | 0     | 2                | 0                | —                     | —                     | 2     | 0     |
| Envigado · Colombia | 1.ª           | 2020          | 13    | 1     | 3                | 1                | —                     | —                     | 16    | 2     |
| Envigado · Colombia | 1.ª           | 2021          | 26    | 1     | 0                | 0                | —                     | —                     | 26    | 1     |
| Envigado · Colombia | 1.ª           | 2022          | 41    | 4     | 1                | 0                | —                     | —                     | 42    | 4     |
| Envigado · Colombia | 1.ª           | 2023          | 18    | 2     | 2                | 0                | —                     | —                     | 20    | 2     |
| Envigado · Colombia | Total club    | Total club    | 98    | 8     | 8                | 1                | 0                     | 0                     | 106   | 9     |
| Atlas · México      | 1.ª           | 2023-24       | 6     | 1     | 0                | 0                | 3                     | 0                     | 9     | 1     |
| Atlas · México      | Total club    | Total club    | 6     | 1     | 0                | 0                | 3                     | 0                     | 9     | 1     |
| Total carrera       | Total carrera | Total carrera | 104   | 9     | 8                | 1                | 3                     | 0                     | 115   | 10    |

## Palmarés

### Títulos nacionales
| Título                | Club              | País     | Año  |
| --------------------- | ----------------- | -------- | ---- |
| Copa Colombia         | Atlético Nacional | Colombia | 2024 |
| Torneo Finalización   | Atlético Nacional | Colombia | 2024 |
| Superliga de Colombia | Atlético Nacional | Colombia | 2025 |